# Gubec-beg
Gubec-beg, prva hrvatska i peta svjetska rock-opera. Do sada ju je pogledalo više od milijun gledatelja u više stotina izvedbi.

## Nastanak
Autori su Ivica Krajač (libretist), Karlo Metikoš (skladatelj) i Miljenko Prohaska (aranžer). Krajača i Metikoša je zaintrigirala četiristota obljetnica Seljačke bune. Odlučili su napisati rock-operu na temu Bune. Rock-opera dugo je nastajala. Od 1971. godine redovito su se sastajali izmjenjujući zamisli, ciljali su biti gotovi 1973. godine, a praizvedbu je doživjela 1975. godine. Nakon uspješne premijere, napisali su još opere Gričku vješticu i Crnu kraljicu. Prohaska je za praizvedbu aranžirao partituru i dirigirao. Redatelj praizvedbe bio je Vlado Štefančić.

## Izvedbe
Predstava je praizvedena 5. ožujka 1975. godine. Praizvedba Gubec-bega bila je u koncertnoj dvorani Vatroslava Lisinskog, u kojem je rock-opere izvodilo Zagrebačko gradsko kazalište Komedija. Priča o vođi ustanka hrvatskih i slovenskih kmetova protiv gospodara Susedgrada Franje Tahyja najgledanija je produkcija kazališta Komedije - u 212 izvedaba gledalo ju je 438 087 gledatelja. Najpoznatija i najizvođenija arija iz ove rock opere je Ave Maria, koju je izvela Josipa Lisac. U prvoj postavi predstave glumili su Branko Blaće, Marijan Kašaj, Josipa Lisac, Miro Ungar, Đani Šegina, Boris Pavlenić, Vlado Kovačić, Tomislav Borić, Sanda Fideršeg i dr. U Gubec-begu glumili su i Siniša Popović
U praizvedbi su sudjelovale i Ladarice, koje su u više od dvjesto izvedba te predstave u koncertnoj dvorani Vatroslava Lisinskog nastupale sve do listopada 1983. godine.
Obnova predstave bila je 22. lipnja 2004. godine, no nije dosegnula ni snagu ni slavu prvog nastupa. Održana je u sklopu Jarunfesta. Predstavu su režirali Damir Lončar i Igor Mešin, dok je orkestrom, baletom i zborom Kazališta Komedija ravnao Veseljko Barešić. Scenograf je bio Zlatko Kauzlarić-Atač, koreografi Igor Barberić i Larisa Lipovac, a kostime je izradila Marija Žarak. Pretpremijera je bila 18. lipnja, a svečana premijera sljedećega dana, 19. lipnja. Predstava su reprizirali svaki dan od 20. do 24. lipnja. Neke od glavnih uloga odigrali su Branko Blaće, Ervin Baučić, Massimo Savić, Vanda Winter, Giuliano i drugi.
Povodom pedesetgodišnjice praizvedbe, Šibensko pjevačko društvo Kolo i Orkestar Hrvatske ratne mornarice s Đanijem Stipaničevim u naslovnoj ulozi, izveli su 29. lipnja 2025. operu na tvrđavi sv. Mihovila u Šibeniku.

## Kratak sinopsis
Kratak sinopsis prema originalnoj produkciji:
KRATAK SINOPSIS PREDSTAVE
(prema originalnoj produkciji)
1. UVERTIRA (orkestar)
2. PROLOG
Fiškal i hulja Šimun Drmečić, nepogrešivim instinktom hijene, osjeća u zraku smrad strvine, plijena koji će mu donijeti sreću: dane razvrata, vina i zlata – o kojima već dugo sanja.
3. SLIJEPČEVO PROROČANSTVO
Prorok, slijepi starac Jurko, svojim predskazanjem naslućuje skoru tragediju.
4. JADANJE KMETOVA
Kmetovi Stubice ne mogu više podnositi nasilja Franje Tahyja, novog gospodara Susegrada… On ih zlostavlja, silom im oduzima i ono malo što je njihovo, siluje njihove žene, sestre i kćeri, pali njihove domove i kažnjava smrću svakog tko se usudi podići svoj glas protiv njega. Mole Matiju Gupca, mudrog i cijenjenog kmeta iz Gornje Stubice, da razgovara s gospodarom, te da ga podsjeti na njihova kmetska prava.
5. LEGENDA O DORI ARLANDOVOJ
Starac Jurko, još jednom pokušava stišati bijes u njihovima srcima riječima: “Djeco, ne naglite…” Priča im legendu o Arlandovoj Dori, lijepoj ali zloj plemkinji, koja je oduvijek donosila nesreću i zlu kob svima oko sebe.
6. MOGAIĆEVA MOLBA
Seoski mladić – slobodnjak, Gjuro Mogaić, moli svog ujaka Matiju Gupca da blagoslovi njegovu ženidbu s lijepom seoskom djevojkom Janom. On ujedno moli Gupca da razgovara s Tahyjem, koji mu prijeti odlaskom u vojsku, iako, po zakonu, nema na to pravo.
7. SUSRET TAHYJA S GUPCEM
U dvorištu Susedgrada, Franjo Tahy prvi put susreće Matiju Gupca o kojem su mu već mnogo pričali… Gubec ga upozorava na protuzakonito kršenje kmetskih prava, kao i prava seljaka-slobodnjaka… Oči u oči, dolazi do njihova prvog sukoba.
8. LJUBAVNA PJESMA
Jana i Đuro susreću se kraj seoskih kućica i pričaju jedno drugome o svojim maštanjima, svojoj ljubavi i planovima za skoro vjenčanje… o sreći koju im više nitko ne može oduzeti…
9. MOGAIĆEVO ODVOĐENJE U ROPSTVO
Tahyjevi vojnici, silom odvlače Đuru Mogaića, vezanog, put Susedgrada. Postat će dio silom oformljene vojske koja se, u ime kralja, bori protiv Turaka na granici kraljevine.
10. U TAHYJEVU ZAMKU
Tahyjeva vojska odlazi put Kaniže, a njegovu ljubavnu noć s lijepom kastelanicom Lolićkom, prekida sluga Petar Bošnjak, koji mu javlja da su kmetovi Stubice, po prvi put odbili da dadu ključeve od svojih klijeti, te da su u sukobu s Tahyjevim vojnicima, čak i ubili vratara Horvata. Tahy se zaklinje na krvavu osvetu.
11. STUBIČKA MISA
Uskrsna je nedjelja. Narod traži svoje posljednje utočište u malenoj seoskoj crkvici. Ali – u crkvu provaljuje Tahy sa svojom vojskom i dolazi do krvavog pokolja nenaoružanih i nedužnih seljaka. Ranjen je i sam Matija Gubec.
12. PIJANCI
Šimun Drmečić i Petar Bošnjak obilaze seoske krčme i uz vino, nastoje izmamiti jedan od drugog poneku tajnu, ne bi li je iskoristili za sebe. Tako Bošnjak doznaje od pijanog fiškala, kako spava s Tahyjevom ljubovcom – Lolićkom. To je vijest koju će njegov gospodar bogato nagraditi.
13. BALADA O NESRETNOJ LJUBAVI
U polju pred Susedgradom, seoske djevojke skupljaju sijeno i pjevaju tužnu baladu o nesretnoj djevojci, koja je umrla uzalud čekajući svog dragana, da se vrati iz rata u dalekoj, stranoj zemlji.
14. SILOVANJE
Među djevojke bane Petar Bošnjak s ostalim slugama. Silom odvlače Janu u dvorac gospodaru. Iz ložnice, čuje se samo nesretni krik silovane djevojke.
15. JANINO LUDILO
Jana gubi razum. U gluhoj i tamnoj noći, seljaci je nalaze pred seoskim kolibama kako plače nad izgubljenom ljubavi… njen um je poremećen… Svi se zaklinju na osvetu…
16. KONAČNI PLAN I DOGOVOR SELJAČKE VOJSKE
Kraj napuštenog mlina uz rijeku seljačka vojska na čelu s Matijom Gupcem i ostalim vojskovođama priprema odlučujući sukob s velikaškom vojskom.
17. DRMEČIĆEV DOLAZAK
Stražari hvataju hulju Šimuna Drmečića kako prisluškuje, ali ih ovaj uspijeva uvjeriti, kako im je došao samo da bi se osvetio Tahyju koji ga je dao do krvi izbičevati, dočuvši za njegov tajni odnos s lijepom kastelanicom. Seljaci primaju Drmečića kao svog. Trebat će im svaki čovjek…
18. BRATSKA ZAKLETVA
Nailaze grupice seljaka iz svih krajeva Hrvatske i Slovenije. Vojska je sve veća i sve njih veže isti cilj. Svečano se zaklinju, da će se boriti do posljednje kapi krvi.
19. LUDA KMETSKA GLAVO!
Ostavši sam, Drmečić stvara svoj podli plan o izdaji… Valja biti mudar i iskoristiti povjerenje ludih kmetskih glava… jer to što on sada znade, – gospoda će dobro platiti.
20. GUPČEVA MOLITVA MAČU
Noć je, uoči posljednje odlučujuće bitke. Vojska spava. I dok pada gusti snijeg, bdije jedino Matija Gubec i molitvom se obraća svom maču, kao jedinom koji ih može u ovom trenutku zaštiti od nepravde, patnji i očaja, u kojem se nalazi hrvatski kmet. Bude se i ostali kmetovi. Konačno, svi su spremni za odlučujući, krvavi trenutak.
21. VELIKA BITKA KOD STUBICE
Jutrom, rano, 5.veljače 1537. godine, započinje velika bitka kod Stubice. Seljaci su se herojski borili protiv znatno snažnijeg protivnika, ali – bio je to njihov juriš na daleko i neuhvatljivo – nebo. Vojska hrvatskih velikaša, brojnija, bolje naoružana i izvježbanija, slavila je konačnu pobjedu. Pomoć koju su seljaci očekivali, nije stigla… Izdaja Šimuna Drmečića odigrala je isto svoju podlu ulogu. Vidjevši da je sve izgubljeno, Matija Gubec dobrovoljno se predao u ruke velikaškog vojskovođe Gašpara Alapića, kako bi spasio živote nekolicine svojih drugova, koji su preživjeli.
22. GUPČEVO SMAKNUĆE I KRUNIDBA
Na veličanstvenom trgu starog Zagreba, Trgu Sv.Marka, 15.veljače 1573. godine, zajedno s Andrijom Pasancem, Matija je Gubec, zvan Gubec-Beg, javno smaknut: okrunjen je užarenom željeznom krunom na užarenom željeznom prijestolju, a zatim – živ spaljen.
23. FINALE
Nekoliko mjeseci kasnije… U malenom seocetu kraj Stubice sviće. Seljaci polako izlaze iz svojih koliba i kreću na svoj svakodnevni posao. Život se mora nastaviti dalje… Izgubili su, ali duboko u svojim srcima osjećaju – da nije bilo uzalud.